# 哥薩克十字

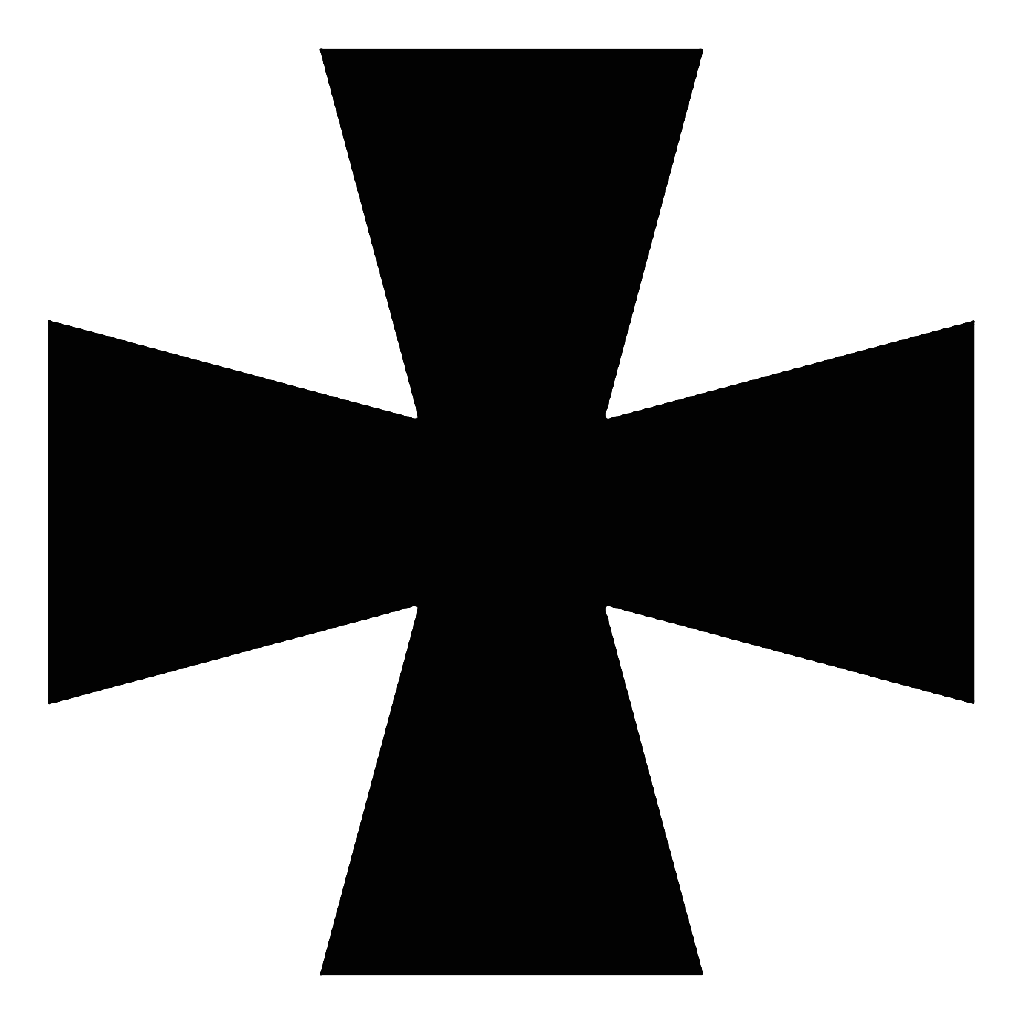
哥薩克十字

哥薩克十字（羅馬化：Kozatskyi khrest），是烏克蘭哥薩克人、哥薩克人、扎波羅熱軍團、烏克蘭騎士精神和烏克蘭陸軍的象徵。其是聖殿騎士十字的變體。哥薩克十字在烏克蘭經常被用作陣亡士兵的紀念標誌和軍事獎勵。
哥薩克十字也是烏克蘭武裝部隊、烏克蘭國家緊急服務局、烏克蘭國家邊防局和烏克蘭國家安全局徽章的一部分，並出現在幾個烏克蘭州份、地區和城市的旗幟和紋章上，如科諾托普、济尼基夫和佐洛托諾沙。在俄羅斯桑達莫克萬人坑的烏克蘭人紀念碑使用了哥薩克十字。
2022年俄羅斯入侵烏克蘭期間，自2002年9月哈爾科夫反攻起，烏克蘭軍隊開始在其軍事裝備上塗上白色哥薩克十字，成為烏克蘭反攻戰的流行標誌，以區別於俄羅斯軍隊，類似於俄羅斯軍事裝備的「Z」、「O」和「V」符號。

## 例子

扎波羅熱軍團旗幟
烏克蘭武裝部隊的標誌
波爾塔瓦州州旗
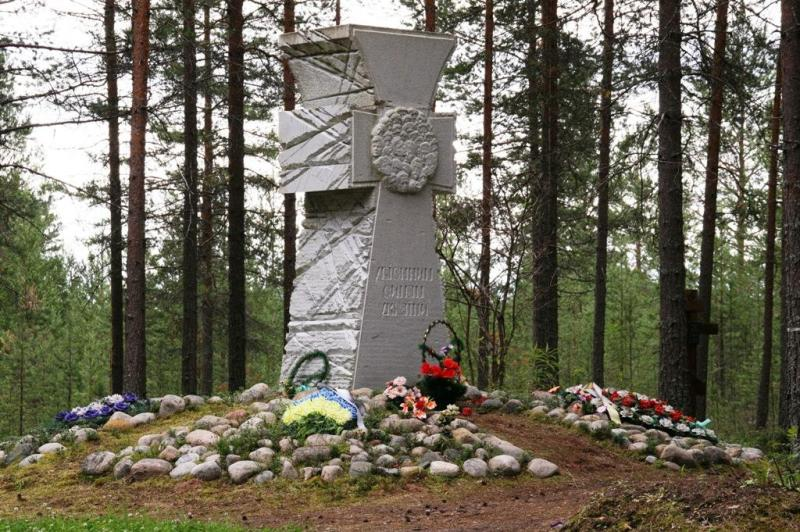
桑达莫赫烏克蘭人紀念碑
2022年俄羅斯入侵烏克蘭期間的烏克蘭軍事裝備標記